# Zielony Szlak Kłobucki
 Zielony Szlak Kłobucki – szlak turystyczny w powiecie kłobuckim, znakowany kolorem zielonym. Szlak ma długość 26 km.

## Opis szlaku
Szlak turystyczny zielony rozpoczyna się w Kłobucku, gdzie warto zobaczyć murowany kościół z XIII wieku (Jan Długosz był w nim proboszczem w latach 1434-1449) z zabudowaniami klasztornymi z początku XVII wieku oraz neogotyckim pałacem z lat 1795-1880, następnie szlak przechodzi przez oddział 276. i dochodzi do wsi Mokra. W Mokrej zwiedzić można drewnianą kaplicę z XVIII wieku z barokowymi obrazami. Na terenie wsi znajduje się też pomnik upamiętniający zwycięską walkę ułanów z 1939 roku. Później szlak przechodzi przez oddziały 234. i 228., a następnie drogą publiczną dochodzi do wsi Popów, skąd przez oddziały 41., 29. i 14. dochodzi do wsi Wąsosz Górny.

## Przebieg szlaku
| Odległość | Atrakcje                                   | Miejscowość               | Punkt                                                                 | Skrzyżowania szlaków                                |
| --------- | ------------------------------------------ | ------------------------- | --------------------------------------------------------------------- | --------------------------------------------------- |
| 0,0 km    | klasztor · zabytek · autobus               | Kłobuck                   | Zespół klasztorny kanoników z kościołem świętych Marcina i Małgorzaty | Szlak Rezerwatów Przyrody                           |
| 1,5 km    | kolej                                      | Kłobuck                   | Stacja kolejowa Kłobuck na magistrali węglowej                        |                                                     |
| 6,5 km    | kolej                                      | Mokra                     | Przystanek kolejowy Mokra Częstochowska na magistrali węglowej        |                                                     |
| 7,0 km    | pomnik przyrody                            | Mokra                     | Pomnik przyrody (nr 34/305 – 1996)                                    |                                                     |
| 7,2 km    | kościół · autobus                          | Mokra                     | Kościół św. Szymona i św. Judy Tadeusza                               | Szlak architektury drewnianej województwa śląskiego |
| 7,5 km    | miejsce bitwy · pomnik                     | Mokra                     | Miejsce Bitwy pod Mokrą i pomnik Wołyńskiej Brygady Kawalerii         |                                                     |
| 7,8 km    | muzeum · autobus                           | Mokra                     | Muzeum Kultury Przeworskiej i Izba Pamięci Bitwy pod Mokrą            |                                                     |
| 16,5 km   | hotel · camping · pole namiotowe · autobus | Zawady                    | Rzeka Liswarta, ośrodki wypoczynkowe                                  |                                                     |
| 17,5 km   | kościół · autobus                          | Popów                     | Kościół św. Józefa Robotnika                                          |                                                     |
| 20,5 km   | autobus                                    | Brzózki                   |                                                                       |                                                     |
| 25,5 km   | kościół · autobus                          | Wąsosz Górny              | kościół i kalwaria                                                    |                                                     |
| 26,2 km   |                                            | Wąsosz Górny – Poduchowny |                                                                       | Szlak Jury Wieluńskiej                              |